# 黎聖宗
黎聖宗（越南语：／；1442年8月25日（大寶三年農曆七月二十）—1497年3月3日（洪德二十八年正月三十）），名黎思誠（越南语：／），又名黎灝（越南语：／），越南後黎朝第五任皇帝，1460年—1497年在位。
黎聖宗是黎太宗的第四子，為光淑太后吳氏玉瑤所生，封平原王（越南语：／）。1460年，皇帝黎宜民因為屠戮舊臣而遭群臣的反對，阮熾、丁列發動兵變，殺死黎宜民，擁立黎思誠即位。曾征伐哀牢（即寮國）与占婆等地。黎聖宗即位後，在施政上推行多項改革，包括中央及地方官制、科舉、地方建置、頒行《洪德法典》等等。又致力調理農務，改善經濟生產。聖宗重視文學的推動，在位期間曾组织“骚坛会诗社”，提倡用民族语言写诗，创作多以民间故事为题材，对越文诗歌的发展很有影响。他也写汉文诗，收入《琼苑九歌》和《春云诗集》。而越南知名史書《大越史記全書》，就是由黎聖宗下令編撰。
黎聖宗在越南歷史當中被視為一位較重要的君主。但在私生活方面，越南史籍稱他「女謁盛」，耽於女色。晚年得重病時，遭久已失寵的皇后暗中加害，使他病情惡化而死。享年五十六歲。

## 早年事跡

### 受封藩王
黎思誠生於1442年（大寶三年）農曆七月二十日，父親是黎太宗皇帝，母親是婕妤吳氏（光淑皇太后）。1445年（太和三年），黎思誠獲皇兄黎仁宗封為平原王，在京師昇龍奉藩學習，當時「日與諸王同經筵肆學」，經筵官陳封當時便認為他聰穎異常。
早年的黎思誠，在學習當中已展現才華，越南史籍《大越史記全書·本紀實錄》稱他「惟以古今經籍聖賢義理為娛，天性生知，而夙夜未嘗釋卷，天才高邁，而制作尤所留情，樂善好賢，亹亹不倦」，深得黎仁宗及宣慈太后（仁宗之母）的欣賞，「宣慈太后視若己生，仁宗推為難弟」。及至長兄黎宜民於1459年殺仁宗自立為帝，改封黎思誠為嘉王。

### 被擁為帝
黎宜民登基稱帝後，殺戮舊臣，其施政得不到民眾支持，因而出現反對勢力。1460年（天興二年）農曆六月，廷臣阮熾（又作黎熾）、丁列（又作黎列）等合謀，鏟除黎宜民及其親信。
當帝位懸空之際，阮熾等人商議新君人選。有關情況，《大越史記全書·本紀實錄》提供了兩種說法，一說是黎宜民派系被推翻後，阮熾等一眾廷臣以「嘉王明睿雄略，非諸王比，人心咸屬，天意可知」，擁立黎思誠為帝。另一說則是廷臣最初想迎立恭王黎克昌，但恭王堅拒，便改立嘉王為帝。黎思誠即位後，聽信讒言，致使恭王被殺。
六月初八日，黎思誠即皇帝位，改年號為光順，以生日為「崇天聖節」。黎思誠即位後隨即採取措施安撫人心，如大赦天下，贈與官員田地，又懲處曾協助黎宜民奪位的禁軍將領黎得寧。

## 對內施政

### 改革官制
黎聖宗對原有的朝廷架構，有所調整。後黎朝開創後，沿襲陳朝官制，設左右相國，下有禮部、吏部、內閣密院、中書、黃門、三省門下等部門，黎宜民時期設立六部（吏部、戶部、禮部、兵部、工部、刑部）及六科（中書科、海科、東科、西科、南科、北科）。黎聖宗保留六部六科制度，於1465年（光順六年），改中書科為吏科、海科為戶科、東科為禮科、南科為兵科、西科為刑科、北科為工科，作用是「審駁百司」，屬監察機構，負責修正及駁回六部過失，每科以「都給事中」和「給事中」為首長。黎聖宗還增設六寺，分別是大理寺、太常寺、光祿寺、太僕寺、鴻臚寺、尚寶寺，各寺官則有寺卿、少卿、寺丞。
聖宗又參照中國官制，讓文武官員擁有一定的土地，並給予歲俸錢。如貪污者必加嚴懲。此外，制定了官員退休之制，為官至65歲，為吏至60歲，便准許退休。

### 改革地方政制
後黎朝初年，全國領土分成五道，但轄地較廣，管理不易，政令難以下傳，所以黎聖宗將五道分成十二承宣，區小易治。十二承宣分別為：清华（初名清化）、乂安、顺化、山南（初名天长）、海阳（初名南策）、山西（初名国威）、京北（初名北江）、安邦、兴化、宣光、太原（曾名宁朔）、谅山。每道設都司（設有正副都總兵，管軍務）、承司（設有承政正副使，管政務）、憲司（設有憲察正副使，管司法）等架構。又設監察御史，查察各道官員工作，以防違紀行為。
1470年（洪德元年）攻破占城國後，又將十二承宣改為十三處，即清华、乂安、山南、山西、京北、海陽、太原、宣光、興化、諒山、安邦、順化、广南（原屬占城）。處以下的地方行政單位為府、縣、州。府縣以下則為鄉、坊、社、村、莊、冊、峒、原、場。在十三處當中的險要之地，設守御經略使一職，負責防務。
對邊境少數民族的管理，黎聖宗設立團練、守禦、知州、大知州等職，是為少數民族區域的酋長。有功於黎氏朝廷的酋長，可封賜官爵，如司空平章事、上將軍、大將軍等等。

### 整頓財政及金融
黎聖宗時規定人丁稅，每人每年交錢八陌。此外有田地稅、土地稅、桑洲稅，按畝繳納，而各種田土都分作一、二、三等。
因應到稅制方面，除用穀物、絲等實物繳納，聖宗又用錢繳稅，加上當時農、工業得到長足發展，經濟繁榮，貨幣亦須運用到社會各個領域上。黎聖宗政府便重視鑄造貨幣，他認為：「泉貨之用，貴於上下流通，府庫之儲，貴於長久無幣」，因此牢牢掌握貨幣的鑄造權和發行權，每年都鑄造一定數量貨幣在市面流通。
在光順年間（1460年至1469年），黎聖宗鑄造大量的「光順通寶」。該貨幣素質甚好，然而因有奸商及不法之徒私下利用民間銅器及舊銅錢，摻合其他金屬，以偷工減料的方式，鑄造素質粗劣的「光順通寶」偽幣，以牟取暴利，故此黎聖宗下令「嚴禁廢棄銅錢」、「偷鑄銅錢者治罪」，以及「禁止攜帶偽幣」。
1470年，聖宗改元洪德（1470年至1497年）。改元以後，聖宗政府便鑄「洪德通寶」。該貨幣素質較高，被貨幣研究者譽為「越南有史以來鑄造方孔圓錢最為成熟的時期」，「是越南錢幣的優秀代表」。

### 調理農務
對於農業生產，聖宗相當重視，經常下諭，各府縣官員務必竭盡全力，指導百姓勤於農務。聖宗又設置河堤官及勸農官，主理國內農業事務；下令戶部及各地承政官員，向朝廷上報荒地數目，以便讓各府縣政府督促百姓開闢耕種。
黎聖宗設立了「屯田」四十二所，委任相關官員，管理開墾之事，以減少出現飢饉之患。

### 完善刑法
在越南法律史裡，黎聖宗頒行了封建時期較重要的一部法典──《洪德法典》（又稱《洪德律例》、《黎朝刑律》）。該法典以中國唐代律令為藍本，結合越南自身風俗習慣及舊法而成，於1470年（洪德元年）頒行。它的內容，包括刑法、婚姻、家庭法、民事法、訴訟法等等。此一法典成為後黎朝的法律基礎，一直沿用到18世紀後期。

### 民生風俗
對於當時的越南風俗，黎聖宗加以改革及規範化。例如，當時越南人民崇奉佛教，常修建寺廟，聖宗乃下令禁止修建新寺廟，應用錢財和功夫去做有益之事；當時喪、婚禮俗，多有違反常情之舉，如辦喪事之家大擺筵席、演戲唱歌以作觀娛，聖宗便禁止辦喪事時演戲唱歌；婚俗裡則有收取娉禮之後，過三四年後才迎娶新婦至夫家，聖宗下令納聘後便要擇日行迎親禮，次日見父母，第三日見於祠堂。
聖宗希望全面確保封建秩序和道德規範，聖宗又制定《二十四條倫理》，作為對民眾道德的指引。
聖宗又設法使全國民眾免受疾疫之苦，乃成立「濟生堂」，收容病人。如當某地爆發疫情，則派官員帶藥前往醫治。

### 崇儒排佛
黎聖宗從即皇帝位時起，就施行文教政策，當時的碑銘文獻記載他「即政之初，未遑他務，首臨大學，次定賢科」。儒學便是聖宗重視的一環，採取儒家思想和經典作為治國工具。聖宗以德治的方式，規定科舉制中的鄉試由「有德之士」應試，凡不睦、不忠、不孝、不義、亂倫者，雖有具有大志及學識，亦不准應試。在會試上，以《論語》、《孟子》、《五經》等儒家典籍的內容出題。對於國家教育機構國子監，聖宗置《五經》博士，各人專治一經，教授監生。為表尊孔，聖宗下令修建文廟大成殿、更服殿、明倫殿、東西講堂等，用於祭祀孔子。此外，聖宗還制定三年喪禮，以表明儒家中的忠孝，是仁之本。而對於當時盛行的佛教，黎聖宗採取壓抑政策，將之列入社會最下層。凡寺田、寺院領地，均收歸國有，令大批僧侶還俗，剩下的亦必須參加佛教經典考試，合格者方可繼續為僧。
洪德十五年（1484年），聖宗聽從郭有嚴的建議，參考了北宋王安石的太學三舍法，命令朝廷今後每年對監生考試三場，中三場為上舎生，中二場為中舎生，中一場為下舎生。每舎一百名，每季給錢若干。

### 編撰史地文籍
黎聖宗對於越南本國史相當重視，據後黎朝史官范公著所說，這是由於聖宗抱著「拓土開疆，創法定制」的需要，所以「尤能留意史籍」。其中較重要的有聖宗於1479年（洪德十年）下令史官吳士連編纂的《大越史記全書》（十五卷），這次編纂的內容始於傳疑時代裡的鴻龐氏，至黎太祖為止，到後黎朝的中晚期，該書再獲其他史官的增補編訂。
此外，黎聖宗政府還有其他歷史著作，如申仁忠、杜潤等奉命撰修《天南餘暇集》，一百卷，敍述聖宗時的重要事件和刑律；聖宗又編《親征記事》一書，記錄了親征占城、老撾及各芒族部落的事跡。
在地理典籍方面，黎聖宗以前，越南未有較完善的本國地圖。聖宗下令，各地官員踏勘治所內的山川險要地帶，並將古今事跡，繪圖詳述，然後呈送戶部，是為當時的全國輿圖。

### 增強軍備
黎聖宗為大展拳腳，因而整頓武備。曾下令國內各地區的軍事長官，要勤於向部隊教習戰陣，訓練士卒，保持戰鬥能力。明史也記載道當期黎聖宗「灝雄桀，自負國富兵強，輒坐大」。
聖宗又整頓軍隊架構，設五府軍，分別為中軍府、南軍府、北軍府、東軍府、西軍府。每府有六衞，每衞有五或六所，每所軍隊人數約為四百人。五府之軍，合共約六七萬人。黎聖宗又頒令練習水陣的軍令三十一條、象陣軍令三十二條（或作二十二條）、馬陣軍令二十七條、步陣軍令四十二條。
為提拔軍事人才，聖宗規定武試三年一次，將士中試者獲賞，落弟者受罰，使人人積極從事武備。

## 對外舉動

### 對明關係
黎聖宗被擁立為帝後，便尋求中國明朝認同其國君地位。1461年（光順二年），聖宗以「安南國故王黎濬弟」的身份，遣使到北京要求冊封。明廷乃於1462年（光順三年），派錢溥、王豫為正、副使節，封聖宗為「安南國王」，保持了中越兩國間的宗藩關係。
但在黎聖宗時期，因邊界糾紛而與明朝出現外交風波。1468年（光順九年），越方「聚兵千餘，立柵挑塹，佔據廣西憑祥縣地方」。對此，明廷命邊疆官吏加緊邊防，「計議長策，嚴督所屬，整兵防禦」。此後又發生邊民犯事的問題。1471年（洪德二年），中國廣東官員向明廷報告：「有交人（指越南人）駕使雙桅大船，越過海面，偷撈珠池，劫掠客貨。」明廷乃向黎聖宗政府要求「禁國人勿越境為寇」。黎聖宗回覆自己已「差人方詢境內，拘集海壖官吏，里老究問」，但未能查獲結果，唯有希望明廷「俯賜恩憐」。
1472年（洪德三年），廣西的上凍崗隴委、龍州等地，被越方民眾霸佔土地，須由明廷派員到廣西邊境處理土地糾紛，「履勘明白，設二界址，永為邊守」。但黎聖宗不滿「廣西會勘官何多」，認為「我尺山寸河豈宜拋棄」，又派員與明朝官員交涉，叮囑應採取強硬態度，「勿許漸侵，如他不從，尚可差官北使，詳其曲直」。1474年（洪德五年），越方在雲南邊境「以軍民嘯取竊掠為詞，輒調夷兵萬眾越境，攻擾邊寨，驚散居民」。對此，明廷採兩手準備，一方面下令雲南、廣東、廣西等地官員加強邊備，「各守境土，以備不虞」，另一方面透過外交途徑，向黎聖宗聲明「不許輒調夷兵，越境侵擾，驚疑良民」。
此後，中國邊境仍有越方意圖入侵的警報。1480年（洪德十一年），雲南官員向明廷報稱「今復聞（後黎朝）練兵，欲攻八百（兰纳）。內侵之患，不可不慮」。明廷為此向黎聖宗政府交涉，黎聖宗反駁自己並不知道八百是在何處，「八百地之所在且不知，況欲往征之？」明廷只好下令雲南治下的車里、元江、木邦（今屬緬甸）、廣南、孟艮（今屬緬甸）等地傣族土司官員互為保障。1483年（洪德十四年），雲南臨安府建水州又發生中越民眾衝突，「累相爭訟」。明廷對黎聖宗政府多次騷擾邊境，加以得悉占城被聖宗所滅，相當不滿，曾向越方使節提出嚴正指責：「朝廷（指明廷）一旦赫然震怒，天兵壓境，如永樂故事，得無悔乎？」經此指責，黎聖宗政府才「自是有所畏」，中越間的邊境磨擦乃告一段落。

### 攻破占城
黎聖宗在位的早期，便與南鄰占城國（即占婆國）發生磨擦。占城亦為中國明朝朝貢國，因而要求明人參與交涉越占紛爭。據中國史籍《明實錄》記載，明天順八年，（1464年，光順五年），占城王槃羅茶全遣使入明，投訴「安南國（指後黎朝）侵擾本國，求索白象等物」，並「乞照永樂年間，遣使安撫，置立界牌碑石，以免侵犯，杜絕仇釁」。明廷希望越占兩國保持和平，答覆占城使節「謹守禮法，保固境土，以禦外侮，勿輕構禍」。但未能平息越占之間的爭鬥。1467年（光順八年）農曆三月，占城遣使到黎氏朝廷，黎聖宗乘機命人向占城使節，可否按照「事大之禮」向後黎朝朝貢，以索取犀、象、寶貨等物，但占人不從。

此後，越占關係日益緊張。1469年（光順十年）三月，占城出軍進攻後黎朝治下的化州（在今順化）。黎聖宗乃向明廷申訴「屢被攻圍化州」，坦言要「飭兵與戰」，明廷雖勸諭越方「解怨息爭」，但越占的交戰已如箭在弦。1470年（洪德元年）八月，占城王槃羅茶全親率水步象馬十萬攻化州，化州守將告急。然而占城國卻於此時出現內鬨，「茶全為人凶暴淫政，慢神虐民，占人民叛」，聖宗看準這一點，乃於十一月，徵集軍隊二十六萬人，親征占城。進入占城邊境前，聖宗作出周密部署，「詔順化軍出海以試舟師」，演練水軍，又「慮占國山川有未易知，乃命順化土酋阮武圖其險易以進」，深入敵國前先了解地形要道。在戰事裡，越軍行進相當順利，1471年（洪德二年）正月進入占城邊境時，得到占城官員蓬莪沙、琴績、道貳等「進獻方物」及投效。其後越軍節節勝利，三月初一日，攻破占城國都闍槃，生擒國王槃羅茶全而回。
當占城被攻破後，該國將領齋亞麻弗菴（或即越南典籍裡的逋持）在賓童龍（藩籠）自立為王，然而須向後黎朝入貢。此外，黎聖宗把所得的闍槃、大占、古壘等占城故地，設置廣南道以作統治，轄三府九縣，選當地十五歲以上聰明好學者，錄取為生徒，教以禮義。但占城遺族仍經過一番掙扎，槃羅茶全之弟槃羅茶悅（又作槃羅茶遂）逃入山中，派人到明朝要求冊封為王。聖宗得悉後旋即派兵，擒獲茶悅。明廷雖呼籲黎聖宗歸還占城故地，但聖宗不從。

### 征討川壙
1479年（洪德十年），黎聖宗發動對川壙王國（孟潘，越史稱盆蠻、盆忙）的征討。川壙在之前向越南朝廷要求內附，因而改為歸合州，但該地酋長仍可世襲管治權，黎氏朝廷派人員駐守監察。聖宗時，川壙獲得瀾滄王國的協助，驅逐後黎朝駐守人員，以圖反抗。聖宗出兵征討，殺死酋長琴公（Khamkong），川壙餘眾只得請降。戰後，聖宗封琴冬（Khamthorn）為宣慰大使，並設置官員管治。

### 進攻老撾
1479年（洪德十年），因川壙王國反叛黎氏朝廷，與瀾滄王國聯合，侵擾越南西部邊境。聖宗便命黎壽域、鄭公路、黎廷彥、黎弄、黎仁孝等率兵，分五路從乂安、清化、興安等地反攻，追擊瀾滄軍隊，結果得勝而回。據越南史籍所載，越軍在此役中「入老撾城獲寶物，其國王遁走，虜其民，畧地至長沙河（或作金沙河）界，夾偭國（或作緬甸國）南邊」，亦即從老撾人手上奪取不少財物、人口和土地。

## 文學修養
黎聖宗有意推動文學。1494年（洪德二十五年），聖宗成立「騷壇會」，該會有成員二十八人，包括聖宗本人及其近臣，稱為「騷壇二十八宿」，聖宗自號「騷壇元帥」。該會成員寫下不少詩篇，主要內容是頌讚君主及朝廷的政績，以漢文或字喃創作。當中較重要的作品，為漢文寫成的《瓊苑九歌》，由聖宗依九題寫詩九章，再由申仁忠、阮仲懿等二十八人依韻奉和。另外又如《洪德國音詩集》，收有詩約三百首，內容為吟詠天地、吟詠大自然、抒發人們情感、描繪各種物品、清閒逍遙的自我吟唱等等。
黎聖宗的「騷壇會」，帶有政治色彩，學者王曉平批評它是「皇帝御製，近臣無不稱好；近臣唱和，下屬莫不叫絕」，但亦認同它「對漢詩藝術水準的提高，對詩歌的鑽研和提倡，確實造成了漢詩文興盛一時的局面，從長遠來說，文學風氣的形成對於民族詩歌、民族文學的崛起，也具有良好的促進作用」。

## 去世
1496年（洪德二十七年）農曆十一月二十七日，黎聖宗得風腫疾，次年（1497年，洪德二十八年）正月三十日病逝於寶光宮（又作寶光殿）。時年五十六歲。關於聖宗病死的內情，據當時史官武瓊所說，是由於聖宗女寵甚多，到患有重病時，長期失寵的長樂皇后在此時才獲許可為聖宗侍病，但皇后竟用毒塗手，摸聖宗發瘡處，於是聖宗病情加劇。
1498年（景統元年）農曆三月初八日，繼任的黎憲宗安葬聖宗於藍京昭陵，並由朝臣申仁忠、覃文禮、劉興孝等撰文，刻於碑石，「以昭先帝之業於來世」。

## 親屬

### 父母
- 父黎太宗。
- 母光淑皇太后吳氏。

※以上各項，見《大越史記全書·本紀實錄·黎紀·聖宗淳皇帝上》，東京大學東洋文化研究所，639頁。

### 兄弟
- 兄黎宜民，1459年奪位黎仁宗帝位，1460年被朝臣捕殺，立黎聖宗。
- 兄黎邦基。
- 兄黎克昌，生于1440年卒于1476年，黎太宗封為新平王，後來為恭王。《大越史記全書·本紀實錄》提到，黎宜民倒台後，朝臣一度欲立黎克昌為帝，但黎克昌推卻，便立黎聖宗，後來黎聖宗聽信讒言，黎克昌死。

※以上各項，見《大越史記全書·本紀實錄·黎紀·太宗文皇帝》及《聖宗淳皇帝上》，東京大學東洋文化研究所，606及640頁。

### 妻妾
- 徽嘉皇太后阮氏恒
- 柔徽皇太后馮琰貴
- 明妃范氏
- 敬妃阮氏
- 貴妃阮氏
- 修容阮氏
- 才人阮氏

### 子女
黎聖宗生皇子十四人：
- 長子黎憲宗黎鏳。
- 次子梁王黎銓。
- 三子宋王黎鏦，1466年生，母明妃范氏。
- 四子唐王黎鎬，1466年生。
- 五子建王黎鑌，母柔懿皇太后。（黎昭宗追崇為德宗建皇帝）
- 六子福王黎錚。
- 七子演王黎鏓。
- 八子廣王黎鐰，1471年生，母敬妃阮氏。
- 九子臨王黎鏘。
- 十子應王黎。
- 十一子義王黎。
- 十二子鎮王黎鋞。
- 十三子肇王黎鋑。
- 十四子荆王黎鍵。

此外，黎聖宗生皇女二十人：
- 长女嘉淑公主黎氏清鐩[49]
- 次女懿德公主黎氏瑩鈺[49]
- 第三女瑞華公主黎氏明鏡，母敬妃[50][49]
- 第四女昭徽公主黎氏徹鏟[49]
- 第五女韶陽公主黎氏炳䥵[49]
- 女景平公主黎氏寶鉉[49]
- 女瓊芳公主黎氏麗鏗[49]
- 女春明公主黎氏蘭鏜[49]
- 女壽梅公主黎氏錦鏘[49]，嫁阮有永長子，貞國公阮德忠之孫、徽嘉皇太后阮氏恒之侄[51]
- 第十二女錦榮公主黎氏美錞，母敬妃[52]
- 女黎氏夫銃，聖宗去世時年幼尚未受封[49]
- 女黎氏澄錉，聖宗去世時年幼尚未受封[49]
- 女黎氏珠錊，聖宗去世時年幼尚未受封[49]
- 女黎氏精鋺，聖宗去世時年幼尚未受封[49]

## 評價
黎聖宗本人，曾向朝臣評論自己的統治：「朕有二失，一曰令施爲違道干譽，二曰素尸在位，擾亂天工，雖內外庶職，難以枚舉，且以其尤者而言，都督黎練木偶土人，安可加以圓冠方屨哉。太師丁列，太傅黎念職璧公，不聞燮理陰陽，經邦靈亦未甞進一君子，退一小人，不幾於羊裘逍遙之誚乎。」
在越南，後世一般對聖宗有相當高的評價。撰寫《大越史記全書·本紀實錄》的史官讚揚他「創制立度，文物可觀，拓土開疆，昄章孔厚，真英雄才略之主，雖漢之武帝、唐之太宗，莫能過矣」，但同時批評他「土木之興，逾於古制，兄弟之義，失於友于，此其短也」。著名史家武瓊認為他「崇尚儒術，振拔英才，取士之科不一而定，三年大比之舉，自帝始之。其得人之盛，振古有光，文武並用，各隨所長，故能修政立事，制禮作樂，號令文章，煥然可述。……又慮占寇世嘗為吾患，今日不剪，將何其為，乃南征茶全，而復其封疆，西拔雅蘭，而掃其巢穴，山蠻有征，而威揚乎北，盆忙（又作盆蠻）有征，而地闢乎西」。到近現代，史家陳重金（又作陳仲金）稱讚聖宗「改革政治，興辦教育，整頓武備，平定占城、寮國，拓土開疆，使當時我南國更加文明昌盛，顯赫於一方。自古至今，我國從未達到如此之強盛」。越南共产党对圣宗评价颇高，越南清化省的一所大学也以其第二个年号命名为洪德大学。
中國學者郭振鐸、張笑梅稱黎聖宗是「安南黎氏王朝中較有作為的帝王」，指出他「好大喜功，野心勃勃」，其建樹除了對內文治和對外武功，又「發展工農商業，獎勵中越文化交流」。

### 引用
1. 1 2 3  《大越史記全書·本紀實錄·黎紀·聖宗淳皇帝上》，東京大學東洋文化研究所，639頁。
2. ↑  《大越史記全書·本紀實錄·黎紀·聖宗淳皇帝上》，東京大學東洋文化研究所，640頁。
3. ↑  《皇越文選》(卷三-聖宗昭陵碑銘)
4. ↑  《大越史記全書·本紀實錄·黎紀·聖宗淳皇帝上》，東京大學東洋文化研究所，640─641頁。
5. ↑  郭振鐸、張笑梅《越南通史》，中國人民大學出版社，433及442頁。
6. ↑  陳重金（即陳仲金）《越南通史》（即《越南史略》），北京商務印書館，174頁。
7. ↑  郭振鐸、張笑梅《越南通史》，中國人民大學出版社，441頁。
8. 1 2  陳重金（即陳仲金）《越南通史》（即《越南史略》），北京商務印書館，174─175頁。
9. 1 2 3  郭振鐸、張笑梅《越南通史》，中國人民大學出版社，442頁。
10. ↑  見《欽定越史通鑑綱目》正編卷之二十一，光順八年，「考諸軍武藝賞罰有差」條注。
11. ↑  《越南歷史貨幣》，中國金融出版社，31至32頁。
12. 1 2 3  陳重金（即陳仲金）《越南通史》（即《越南史略》），北京商務印書館，175頁。
13. ↑  .   [2013-02-10]. （原始内容存档于2015-05-23）.
14. ↑  郭振鐸、張笑梅《越南通史》，中國人民大學出版社，436─438頁。
15. ↑  《大越史記全書》（本紀卷之十三）:「六月十六日，定三舎生除用令。御史臺副都御史郭有嚴等奏：「臣等竊見國子監三舎生，例准逐年會試中場者，中三場充上舎生，中二場充中舎生，中I場充下舎生。每舎一百名，幷給季錢，三舎生每人九陌。及除用時，吏部及國子監官保擧選除。如三舎生數，一體並同，殊無差別，合無三舎生季錢，下舎生宣減，上舎生宣增一陌為一貫，中舎生如前九陌，下舎生減一陌為八陌。至除用時，吏部及國子監官照缺保擧，上舎生三分，中舎生二分，下舎生一分。如此則三舎生中場多少，優劣前後等級適宜，而天下人才咸知激勸。」上從之。」
16. ↑  《大越史記全書·大越史記續編書》，東京大學東洋文化研究所，59頁。
17. ↑  《大越史記全書·本紀實錄·黎紀·聖宗淳皇帝》，東京大學東洋文化研究所，707頁。
18. ↑  郭振鐸、張笑梅《越南通史》，中國人民大學出版社，450頁。
19. 1 2  陳重金（即陳仲金）《越南通史》（即《越南史略》），北京商務印書館，178頁。
20. ↑  陳重金（即陳仲金）《越南通史》（即《越南史略》），北京商務印書館，177頁。
21. ↑  《明實錄·英宗實錄》卷三百二十八，天順五年五月戊辰條，及《明實錄·英宗實錄》卷三百二十九，天順五年六月辛卯條。茲參考《明實錄類纂·涉外史料卷》，754頁。
22. ↑  《明實錄·英宗實錄》卷三百三十七，天順六年二月庚寅條。茲參考《明實錄類纂·涉外史料卷》，753─754頁；《大越史記全書·本紀實錄·黎紀·聖宗淳皇帝上》，東京大學東洋文化研究所，646頁。
23. ↑  《明實錄·憲宗實錄》卷五十二，成化四年四月庚戌條。茲參考《明實錄類纂·涉外史料卷》，757頁。
24. ↑  《明實錄·憲宗實錄》卷一百零四，成化七年六月庚戌條。茲參考《明實錄類纂·涉外史料卷》，759頁。
25. ↑  《明實錄·憲宗實錄》卷五十二，成化八年五月戊午條。茲參考《明實錄類纂·涉外史料卷》，760頁。
26. ↑  《大越史記全書·本紀實錄·黎紀·聖宗淳皇帝上》，東京大學東洋文化研究所，692頁。
27. ↑  《大越史記全書·本紀實錄·黎紀·聖宗淳皇帝下》，東京大學東洋文化研究所，695頁。
28. ↑  《明實錄·憲宗實錄》卷一百三十二，成化十年八月丁亥條。茲參考《明實錄類纂·涉外史料卷》，761─762頁。
29. ↑  《明實錄·憲宗實錄》卷二百零九，成化十六年十一月壬午條。茲參考《明實錄類纂·涉外史料卷》，767─768頁。
30. ↑  《明實錄·憲宗實錄》卷二百一十六，成化十七年六月壬子條。茲參考《明實錄類纂·涉外史料卷》，768─769頁。
31. ↑  《明實錄·憲宗實錄》卷二百四十七，成化十九年十二月丁亥條。茲參考《明實錄類纂·涉外史料卷》，773頁。
32. ↑  《明實錄·孝宗實錄》卷三十八，弘治三年五月丙子條。茲參考《明實錄類纂·涉外史料卷》，779頁。
33. ↑  張廷玉等《明史·外國列傳·安南》，北京中華書局，8309。
34. ↑  《明實錄·憲宗實錄》卷三，天順八年三月庚申條。茲參考《明實錄類纂·涉外史料卷》，755頁。
35. ↑  《明實錄·憲宗實錄》卷一百零四，成化八年五月丁巳條。茲參考《明實錄類纂·涉外史料卷》，760頁；《大越史記全書·本紀實錄·黎紀·聖宗淳皇帝上》，東京大學東洋文化研究所，661頁。
36. ↑  《大越史記全書·本紀實錄·黎紀·聖宗淳皇帝上》，東京大學東洋文化研究所，676頁。
37. ↑  《明實錄·憲宗實錄》卷九十一，成化七年五月庚子條。茲參考《明實錄類纂·涉外史料卷》，758─759頁。
38. ↑  《大越史記全書·本紀實錄·黎紀·聖宗淳皇帝上》，東京大學東洋文化研究所，679頁。
39. ↑  《大越史記全書·本紀實錄·黎紀·聖宗淳皇帝上》，東京大學東洋文化研究所，683─684頁。
40. ↑  馬司培羅《占婆史》，臺灣商務印書館，111頁。
41. 1 2  陳重金（即陳仲金）《越南通史》（即《越南史略》），北京商務印書館，179頁。
42. ↑  陳重金（即陳仲金）《越南通史》（即《越南史略》），北京商務印書館，179─180頁。
43. ↑  《大越史記全書·本紀實錄·黎紀·聖宗淳皇帝下》，東京大學東洋文化研究所，710頁。
44. ↑  郭振鐸、張笑梅《越南通史》，中國人民大學出版社，450─451頁；王曉平《亞洲漢文學》，天津人民出版社，56頁。
45. ↑  王曉平《亞洲漢文學》，天津人民出版社，56頁。
46. ↑  《大越史記全書·本紀實錄·黎紀·聖宗淳皇帝下》，東京大學東洋文化研究所，745及747頁。
47. 1 2  《大越史記全書·本紀實錄·黎紀·聖宗淳皇帝下》，東京大學東洋文化研究所，746頁。
48. ↑  《大越史記全書·本紀實錄·黎紀·憲宗睿皇帝》，東京大學東洋文化研究所，756頁。
49. 1 2 3 4 5 6 7 8 9 10 11 12 13  《藍山昭陵碑》，轉引自《皇越文選》卷三
50. ↑  見《敬妃阮氏神道碑》
51. ↑  見《錦榮公主墓碑銘》
52. ↑  《大越史記全書·本紀實錄·黎紀·憲宗睿皇帝》，東京大學東洋文化研究所，745─746頁。
53. ↑  陳重金（即陳仲金）《越南通史》（即《越南史略》），北京商務印書館，173頁。
54. ↑  . 清化报. 2022-09-24  [2023-05-11]. （原始内容存档于2023-05-11） （越南语）.
55. ↑  郭振鐸、張笑梅《越南通史》，中國人民大學出版社，454頁。

## 外部連結
- （中文）.   [2012-08-05]. （原始内容存档于2017-08-11）.
- （越南文）.   [2013-02-10]. （原始内容存档于2013-05-08）.
- （越南文）（中文）.   [2012-08-31]. （原始内容存档于2012-09-28）.
- （越南文）（中文）.   [2012-08-05]. （原始内容存档于2014-03-26）.
- （越南文）（中文）.   [2012-08-05]. （原始内容存档于2014-03-26）.
- （越南文）（中文）.   [2012-08-05]. （原始内容存档于2014-03-26）.

| 黎聖宗                 |                                         |               |
| 前任： 黎宜民 篡位被诛 | 越南後黎朝君主 大越國皇帝 1460年—1497年 | 繼任： 黎憲宗 |